# Grotea fulva
Grotea fulva är en stekelart som beskrevs av Cameron 1886. Grotea fulva ingår i släktet Grotea och familjen brokparasitsteklar. Inga underarter finns listade i Catalogue of Life.